# All Fall Down (album)
Pour les articles homonymes, voir All Fall Down.
Albums de Against All Authority
Destroy What Destroys You
(1996) 24 Hour Roadside Resistance
(2000)
All Fall Down est un album studio du groupe miamien ska punk Against All Authority. L'album est sorti le 13 juin 1998.

## Liste des titres
1. "All Fall Down" – 2:11
2. "12:00 AM" – 2:38
3. "Justification" – 2:16
4. "Keep Trying" – 1:47
5. "At Our Expense" – 2:15
6. "Stand in Line" – 2:03
7. "Toby" – 1:16
8. "We Don't Need You" – 1:33
9. "The Mayhem & The Pain" – 1:51
10. "Louder Than Words" – 2:02
11. "What the Fuck'd You Expect?" – 2:15
12. "Daddy's Little Girl" – 1:21
13. "Sk8 Rock" – 1:39
14. "Watered Down & Passive" – 1:59
15. "When The Rain Begins to Fall" – 1:50